# Подград (Ілірська Бистриця)
Подград (словен. Podgrad) — поселення в общині Ілірська Бистриця, Регіон Нотрансько-крашка, Словенія. Висота над рівнем моря: 548,3 м.